# 프레데리카 그린힐
프레데리카 그린힐(일본어: フレデリカ・グリーンヒル, 영어: Frederica Greenhill)은 다나카 요시키가 집필한 소설인 은하영웅전설의 등장인물이다. 이름은 'W식 표기'에 따른 것이다.
동맹군의 중진(重鎭)인 우주함대 총참모장 드와이트 그린힐 대장의 딸로, 양 웬리의 부관이다. 후에 양과 결혼하며, 양이 죽은 후에는 이젤론 공화 정부의 대표가 된다.

## 약력
우주력 774년 2월 19일에 태어났다. 14살 때 엘 파실의 탈출 시에, 탈출작전의 지휘를 맡고 있던 양 웬리(당시 21세, 중위)을 보고 한 눈에 반하게 된다. 샌드위치와 커피를 가져다 주거나(양은 홍차가 좋았을 거라고 불평을 하지만), 젊은 양을 신뢰할 수 없다고 불평하는 주위의 어른들에 대해서 양을 감싸는 발언을 하기도 했다. 그리고 양에게 가까이 가기 위해 군인을 지망한다.
794년에 사관학교를 차석으로 졸업하였다. 임관 후에는 통합 작전 본부 정보 분석과에 근무하였다. 그러다가 796년(당시 중위) 카젤느의 준비로, 신설된 제 13함대의 사령관인 양 웬리의 부관으로 취임한다(이를 두고 양은 '모략'이라고 이야기했다.) 같은 해 10월, 대위로 이젤론 요새에 부임한다.

## 미디어
애니메이션 시리즈에서의 성우는 사카키바라 요시코가 맡았으며, 어린 시절의 그린힐은 쿠와시마 호코가 맡았다.